# Aspius aspius
Aspius aspius es una especie de peces de la familia de los
Cyprinidae en el orden de los Cypriniformes.

## Morfología
Los machos pueden llegar alcanzar los 100 cm de longitud total y 9.000 g de peso.

## Reproducción
Tiene lugar entre abril y junio.

## Alimentación
Come peces (especialmente, Alburnus alburnus y Osmerus eperlanus).

## Subespecies
- Aspius aspius iblioides  Mar de Aral

## Hábitat
Es un pez bentopelágico y de clima templado (4 °C-20 °C).

## Distribución geográfica
Se encuentra en Europa (excepto Dinamarca, Gran Bretaña y las regiones meridionales)

## Estado de conservación
Se encuentra amenazado a nivel local por proyectos de ingeniería fluvial.